# Peper Harow
Peper Harow est un village rural et une paroisse civile du sud-ouest du Surrey, près de la ville de Godalming. C'est un lieu pionnier du cricket.

## Localisation et histoire
Le nom "Peper Harow" est très inhabituel et vient du vieil anglais Pipers Hear(g) signifiant peut-être approximativement "L'autel païen en pierre des joueurs de cornemuse" ; cependant, hearg peut aussi être haeg signifiant plus prosaïquement enclos de haies (des cornemuseurs), voire prairie de fauche. Les joueurs de cornemuse peuvent signifier des musiciens ou des bécasseaux (le bécasseau vert et le bécasseau sylvain migrent vers les marais et les marécages - comme c'est le cas).
Peper Harow apparaît dans le Domesday Book de 1086 sous le nom de Pipereherge. Il est tenu par Girard (Gérard) de Walter.
Dans le cimetière de l'église Saint-Nicolas (datant de 1301) se trouve un vieil if datant de 800 ans qui pourrait se trouver sur le site d'un ancien site païen. Près de Peper Harow à Bonville Hanger Wood se trouve un puits sacré appelé Bonfield Spring qui aurait également eu une signification religieuse préchrétienne.
Denzil Holles (qui n'avait pas de descendant) est mort en 1694, et le manoir est revenu à John, duc de Newcastle, son héritier mâle qui le vend en février 1699 - 1700 à Philip Frowde, qui en 1713 le vend à Alan Brodrick, qui est élevé à la vicomté de Midleton.
En 1725, ce vicomte Midleton devait "résider [dans le manoir ] sous peu, et est le patron de l'église, dont le fils meurt en 1747. À l'époque du fils, son cousin germain, le vice-amiral Thomas Brodrick, vit également sur le domaine. George Brodrick, le troisième vicomte est mort en 1765. Il est remplacé par son fils George, créé baron Brodrick de Peper Harow dans la pairie du Royaume-Uni, décédé en 1836. Son fils George Alan est remplacé en 1848 par son cousin Charles, petit-fils du troisième vicomte, décédé en 1863. Le manoir passe à son frère, le Très Révérend WJ Brodrick, qui meurt en 1870 est remplacé par son fils William, nommé (pour le mandat d'un an) Lord-lieutenant du Surrey. Ce vicomte Midleton meurt en 1907 et est remplacé par son fils aîné. George Broderick, (qui épouse René Ray), est le fils aîné de cinq enfants nés à St John Brodrick, 1er comte de Midleton par sa première femme, Lady Hilda Charteris.
L'église Saint-Nicolas a été presque détruite par un incendie en décembre 2007 . L'if est indemne et l'église a été restaurée. Certaines parties du village sont des propriétés privées avec un accès restreint.

## Cricket

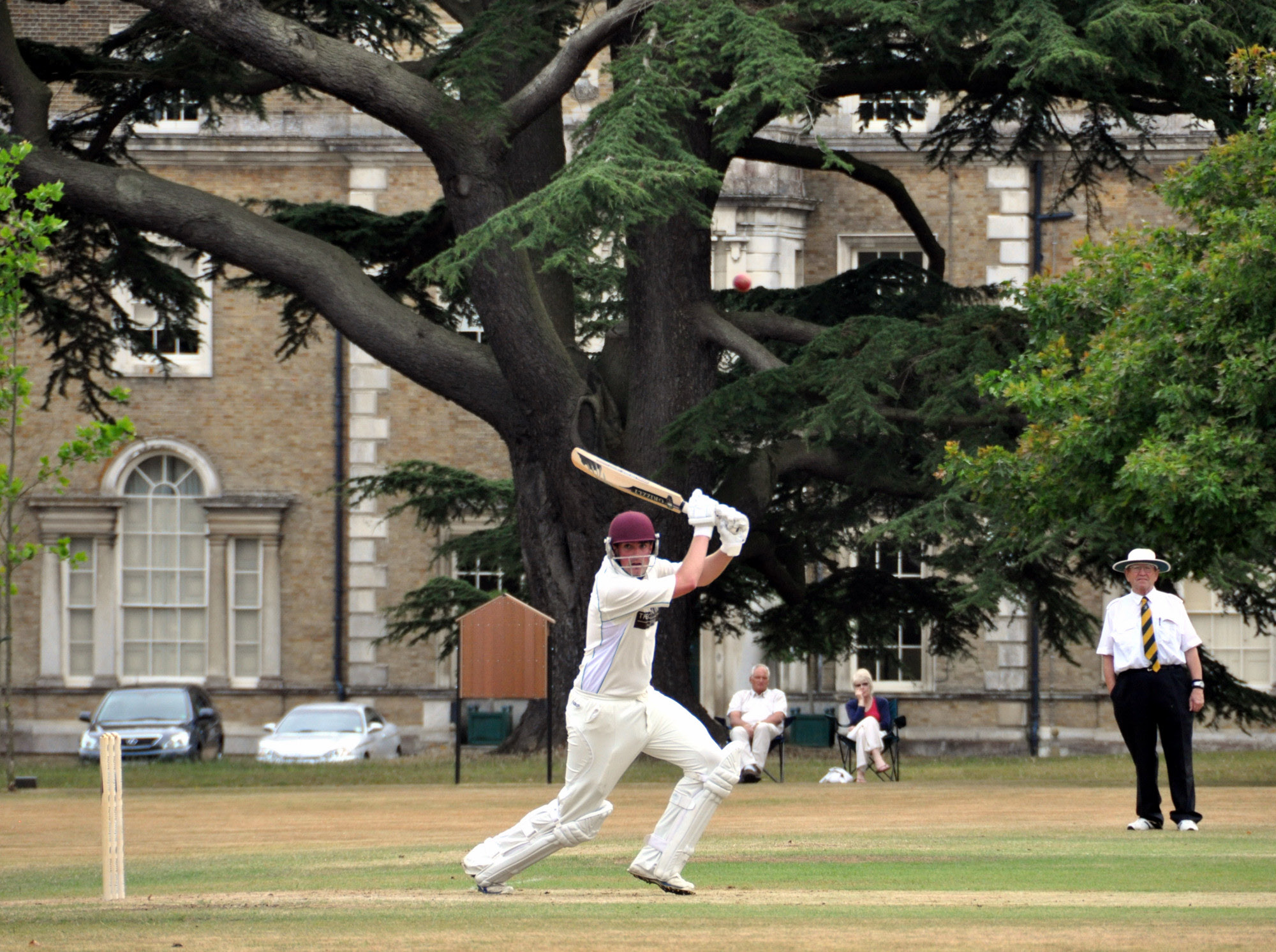
Joueur de cricket à Peper Harow

Le cricket a longtemps été joué ici, avec des preuves de règles et de matchs datant de 1727 . Alan Brodrick, 2e vicomte Midleton est un mécène du cricket et un match contre une équipe organisée par Charles Lennox (2e duc de Richmond) aurait eu lieu à Peper Harow lors de la saison de cricket anglaise de 1727 .
Pendant la Seconde Guerre mondiale, Peper Harow sert de zone d'attente pour les Forces canadiennes. Une partie du parc qui n'est pas dans la paroisse est utilisée annuellement pour les courses de chevaux de point à point ,.

## Peper Harow House
Peper Harow House est construite par Sir William Chambers pour George Brodrick (3e vicomte Midleton) en 1765. Encore incomplet à la mort du 3e vicomte (en 1765), il est complété par son fils après sa majorité. Il s'agit d'un bâtiment classé Grade I.
Lancelot "Capability" Brown aménage le parc en 1762-1763, et de nombreux beaux arbres subsistent de cette époque. Le cèdre du Liban est particulièrement remarquable. Selon 'A History of the County of Surrey' publié en 1911, le parc et les terrains de Peper Harow contenaient du bois précieux à cette époque, notamment les cèdres du Liban, qui ont été mis en semis dans des pots en 1735 .

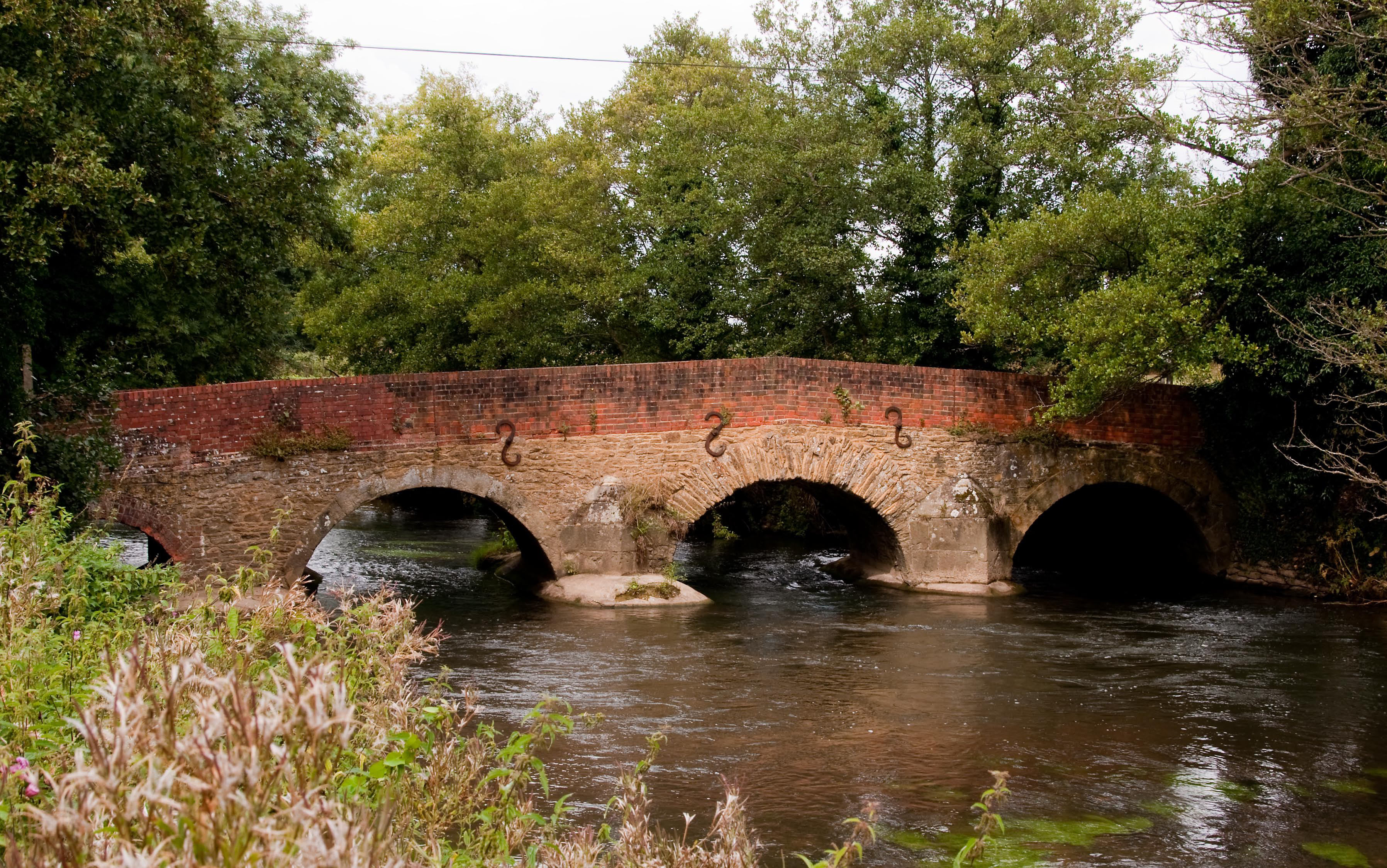
Pont du Somerset

Il y a aussi un ancien pont appelé pont Somerset qui traverse la rivière Wey et relie Peper Harow à proximité Elstead.
La maison appartient à la famille Midleton jusqu'en 1944, date à laquelle elle est vendue à des promoteurs immobiliers. Elle, ainsi que tout le village, appartient maintenant à une fiducie.
La communauté résidentielle Peper Harow est fondée en 1970 par Melvyn Rose et acquiert une renommée internationale pour son travail de pionnier auprès des adolescents perturbés.
La communauté thérapeutique Peper Harow est créée par Melvyn Rose qui a été maître de maison à l'école agréée, Park House, qui est antérieure à la communauté Peper Harow.